# Mordellistena subfuscus
Mordellistena subfuscus är en skalbaggsart som beskrevs av Liljeblad 1945. Mordellistena subfuscus ingår i släktet Mordellistena och familjen tornbaggar. Inga underarter finns listade i Catalogue of Life.